# Prosper Balthazar Lyimo
Prosper Balthazar Lyimo (ur. 20 sierpnia 1964 w Kyou-Kilema) – tanzański duchowny katolicki, biskup pomocniczy Aruszy od 2015.

## Życiorys
Święcenia kapłańskie otrzymał 4 lipca 1997 i został inkardynowany do diecezji (późniejszej archidiecezji) Aruszy. Po święceniach został wychowawcą niższego seminarium, a w 2000 objął funkcję kanclerza kurii archidiecezjalnej. W 2011, po ukończeniu studiów z prawa kanonicznego, otrzymał także nominację na wikariusza sądowego.
11 listopada 2014 papież Franciszek mianował go biskupem pomocniczym archidiecezji Aruszy, ze stolicą tytularną Vanariona. Sakry udzielił mu 15 lutego 2015 metropolita Aruszy - arcybiskup Josaphat Lebulu.